# Kavagucsi Takao
Kavagucsi Takao (川口 孝夫; Hepburn: Takao Kawaguchi; Hirosima, 1950. április 13. –) olimpiai és világbajnok japán cselgáncsozó. Az 1972. évi nyári olimpiai játékokon aranyérmet szerzett könnyűsúlyban, az 1971-es cselgáncs-világbajnokságon szintén aranyérmes volt, 1973-ban pedig ezüstérmet szerzett.

## Élete és pályafutása
Ötévesen kezdett cselgáncsozni, apja dódzsójában. Megnyerte a középiskolák közötti bajnokságot, majd 1969-ben felvételt nyert a Meidzsi Egyetemre. Az 1971-es világbajnokságon Nomura Tojokazut legyőzve lett világbajnok.
Visszavonulását követően átvette apja dódzsójának vezetését. 2007-ben a dódzsót beperelték, miután egy kisfiú edzés közben beverte a fejét és meghalt. A hirosimai bíróság kártérítésre kötelezte Kavagucsit, miután megállapították, hogy a dódzsó nem követte a biztonsági előírásokat.

### Olimpiai szereplése
| Csoport | Selejtező         | 1. forduló                                      | 2. forduló                                  | 3. forduló                  | 4. forduló                | Vigaszág 1. forduló | Vigaszág 2. forduló | Vigaszág 3. forduló | Elődöntő                            | Döntő                             | Helyezés |
| Csoport | Ellenfél Eredmény | Ellenfél Eredmény                               | Ellenfél Eredmény                           | Ellenfél Eredmény           | Ellenfél Eredmény         | Ellenfél Eredmény   | Ellenfél Eredmény   | Ellenfél Eredmény   | Ellenfél Eredmény                   | Ellenfél Eredmény                 | Helyezés |
| ------- | ----------------- | ----------------------------------------------- | ------------------------------------------- | --------------------------- | ------------------------- | ------------------- | ------------------- | ------------------- | ----------------------------------- | --------------------------------- | -------- |
| A       |                   | Cseng Csi-hsziang (Cheng Chi-Hsiang) (ROC) · GY | Han Szongcshol (Han Seong-cheol) (KOR) · GY | Bakhvain Buyadaa (MGL) · GY | Wolfram Koppen (FRG) · GY |                     |                     |                     | Kim Jongik (Kim Yong-ik) (PRK) · GY | Bakhvain Buyadaa (MGL) · kizárták |          |

## Fordítás
- Ez a szócikk részben vagy egészben  a   Takao Kawaguchi című angol Wikipédia-szócikk fordításán alapul.  Az eredeti cikk szerkesztőit annak laptörténete sorolja fel. Ez a jelzés csupán a megfogalmazás eredetét és a szerzői jogokat jelzi, nem szolgál a cikkben szereplő információk forrásmegjelöléseként.